# Tenntråd
Tenntråd används för tenntrådsbroderier, som är ett genuint gammalt samiskt konsthantverk. I många delar av världen används tråd av guld, silver, koppar och brons för att smycka klädesplagg, medan tenntrådskonst bara synes ha utnyttjats i Norden. Äldsta fynden är från cirka 1000-talet e. Kr.
Mellan 1850 och 1900 försvann tenntrådsbroderierna i stort sett helt och hållit till följd av den læstadianska väckelserörelsen, som ”fördömde” sådan utstyrsel. Tenntrådsslöjden återupplivades i början av 1900-talet speciellt genom Andreas Wilks i Dikanäs.
Tenntråd tillverkas i två steg, tråddragning följd av tvinning. Idag finns färdig tenntråd att köpa. Den färdiga tråden används för broderiarbeten.

## Tråddragning
Tenntråd tillverkas genom att dra grövre tenntråd genom så kallade dragskivor av horn med successivt allt mindre hål. Den grövre tenntråden skapades tidigare genom att gjuta tennstavar i träpinnar där märgen tagits bort, men idag köper man tenn som grov tråd med ca 2 mm diameter. Dragskivorna är försedda med ett antal hål av olika storlekar, ofta upp emot 60 olika storlekar. Tråden dras successivt genom allt mindre hål och uttänjs härigenom mer och mer för att till sist erhålla önskad finhet, ofta med diametrar i intervallet 0,25-0,5 mm.
Dragskivorna tillverkas oftast från hornmaterial genom att detta material ger viss elasticitet. Dragskivor av metall har provats, men ger problem då tråden lättare fastnar i hålen vid dragningen. Hålen i dragskivan vidgas något på ena sidan så att de blir något koniska.
Tenn är en relativt mjuk metall, men dragningen görs helst i varm miljö (25-30°C) för att ge så gynnsamma förhållanden som möjligt genom att tennet då är mer tänjbart än vid lägre temperaturer. För gott resultat krävs tenn av hög kvalitet. Lödtenn eller tenn med viss blyhalt måste undvikas.
För att ge tråden längre hållbarhet och ge den mer lyster blandas idag ofta 5-10 % silver som legering med tennet.

## Tvinning
Efter tråddragningen måste tråden tvinnas. Detta görs genom att tenntråden med hjälp av en slända läggs i spiral på en innertråd. Tidigare användes sentråd som innertråd, men idag används t.ex. björntråd som stomme. Vid färdigt skick ska tenntråden helt täcka innertråden.
Innertråden måste i stort sett ha samma diameter som tenntråden, annars går den lätt av.

## Broderiarbeten
Vid broderandet sys tenntråden fast på underlaget med tunn sytråd eller nylontråd. Stygnen måste läggas relativt tätt och sytråden dras åt så hårt att den lägger sig mellan spiralerna i den spunna tenntråden och döljs.
Ibland används tenntråd i rent konstnärliga sammanhang. Så har t.ex. Rose-Marie Huuva, specialist på tenntrådsarbeten, utformat stora applikationer av kläden med framträdande tenntrådsinslag.

## Källa
- Åke Bark och Kurt Kihlberg: Sameslöjd, LT:s förlag, Stockholm, 1981, ISBN 91-36-01658-6.